# Javier Camarena
Javier Camarena (Xalapa-Enríquez, Veracruz, Mèxic, 26 de març de 1976) és un tenor mexicà. L'octubre de 2018 va inaugurar la temporada del Liceu amb I puritani de Bellini, al costat de la soprano Pretty Yende, obtenint un notable èxit de públic i de crítica. El gener de 2019 va oferir per primer cop un recital a la mateixa sala, i la demanda d'entrades va ser tan elevada que es van ampliar les localitats posant cadires al mateix escenari.